# Club Always Ready
O Club Deportivo Always Ready, conhecido também por Always Ready, Always e pelo acrônimo CAR é um clube esportivo boliviano com sede na cidade de El Alto. Foi fundado em 13 de abril de 1933 e disputa atualmente o Campeonato Boliviano.
O clube teve uma carreira marcante na década de 50. O Always Ready também foi a primeira equipe boliviana a fazer uma turnê internacional a Europa durante o ano de 1961. Em 1977, foi um dos dezesseis clubes que fundaram a Liga Boliviana de Futebol Profissional. A nível nacional, conquistou o campeonato boliviano em 2020, e um campeonato da segunda divisão boliviana em 2018. Além disso também é heptacampeão do campeonato estadual de La Paz, conquistando o feito em 1951, 1957, 1959, 1968, 1986, 1993 y 2018. A nível internacional, teve 7 participações nos principais torneios da América do Sul: 5 na Copa Libertadores (1968, 2021, 2022, 2023 y 2024) e 2 na Copa Sul-americana (2020, 2024).
No futsal feminino, foi uma das equipes mais notórias a nível nacional, chegando a ser tricampeã boliviana durante o período entre 2021 a 2023. Nesta mesma modalidade, foi vice-campeã da edição 2023 da Copa Libertadores Feminina.

## História

### Antecedentes e Fundação
Um grupo de estudantes de colégio La Salle junto a outros jovens miraflorinos reuniam-se para praticar futebol. Com esta base, surgiu a iniciativa de conformar uma instituição futebolística.
Assim, em 13 de abril de 1933, se reuniram no monumento a Cristóbal Colón, no centro de Prado na cidade de La Paz, ocasião que o  grupo de amigos, companheiros y apensionados pelo mesmo esporte, criaram em plena via pública uma nova associação de caráter desportivo.
Decidiu-se que as cores da camisa do clube seriam vermelho, branco e azul com raio vertical e os shorts seriam brancos.
Os nomes dos fundadores foram: Alejandro Barrero Delgado, Jorge Carrasco Villalobos, Mario Carrasco Villalobos, Hugo Carvajal, Augusto Gotrett, Reynaldo Guerra, Mario Lara, Octavio Limpias, Roberto Méndez Tejada, René Pinto Tellería, Julio Poppe, Luis Recacochea, Alfonso Romero Loza, Federico Zuazo Cuenca, entre outros.
Alejandro Barrero Delgado foi eleito primeiro presidente, com a obrigação de formar um Clube que contaria, ademais da atividade cultural, com vários esportes, mas entre eles o mais importante o futebol, que foi desde o principio, a essência do clube.
Seu primeiro diretório esteve integrado por: Alejandro Barrero Delgado como presidente, Mario Carrasco Villalobos como secretario, Luis Recacochea como tesoureiro, Federico Valdivia como Técnico y Hugo Carvajal, capitão da equipo.

### Era Amadora (1933-1949)
Em 1933, Always se filiou na Asociación de Fútbol de La Paz, e jogou na División Intermedia (segunda categoria), entre 1933 y 1938.
Em 5 de dezembro de 1937, Always disputou sua primeira partida internacional, em Antofagasta, Chile. Enfrentou o Blanco y Negro, da segunda divisão dessa cidade. O resultado foi um 1:4 adverso.

#### Ascensão à primeira divisão (1939)
Em 1939, conseguiu o campeonato da División Intermedia (segunda categoria), que o permitiu jogar no ano seguinte na División de Honor (primeira categoria).
Os jogadores que conseguiram esse primer êxito foram: Jorge Valda, Carlos Lazarte, Carlos Zambrana, Carlos Marting, Balmoré Donoso, Alfredo de la Torre, Mario Carrasco, Hugo Carvajal, Jorge Pelaez, Alfonso Gutiérrez y Carlos Meschwitz.
A AFLP determinou que o campeão da intermedia (Always) devia jogar com o último de da categoria de honor (San Calixto). El 15 de fevereiro de 1940 jogou-se o descenso indireto entre Always y San Calixto. Quando faltavam 18 minutos para o final da partida ocorreu uma briga e determinou-se a suspensão do encontro.
La AFLP pretendia marcar uma nova partida, mas Always negou-se e finalmente, se decidiu que nesse ano não haveria descenso e que ambas equipes jogarão na División de Honor.

#### Primeira Divisão de honor da AFLP
Em 1940, Always Ready, já na primeira partida na Primeira Divisão, conseguiu seu primeiro triunfo ao vencer por 3 a 2 contra Ferroviario.  Ocupou o último lugar no torneio, 8.°. Mas, tal como ocorreu no ano anterior, decidiu-se que não haveria descenso, para sorte do clube.
Em 1941, na Primeira Divisão, terminou na 5.ª posição.
Em 1942, na Primeira Divisão, terminou na 4.ª posição.
Em 1943, na Primeira Divisão, terminou na 9.ª posição.
Em 1944, na Primeira Divisão, terminou na 6.ª posição.
Em 1945, na Primeira Divisão, terminou na 6.ª posição. 
Em 1946, na Primeira Divisão, terminou na 6.ª posição.
Em 1947, na Primeira Divisão, terminou na 4.ª posição.
Em 1948, na Primeira Divisão, terminou na 7.ª posição.
Em 1949, na Primeira Divisão, terminou na 7.ª posição.
Na era amadora sua melhor colocação foram nos anos 1942 y 1947, em ambos torneios acabou em quarto lugar.

### A Época Dourada (1950-1959)
De 1950 a 1959, Always Ready teve os melhores anos de sua historia em matéria futebolística. Nesse período, o CAR obteve dois títulos na Asociación de Fútbol de La Paz.
Em 1950 começou o profissionalismo na Bolívia e Always esteve entre as oito equipes que fundaram o futebol profissional, inicialmente havia apenas  clubes paceños e progressivamente por equipes de outros departamentos do país.
Em 9 de Julho de 1950 se inaugurou o primer torneio profissional, e o Always finalizaria em 7°, a oito pontos do campeão Bolívar. Conseguiu quatro vitorias, cinco empates y sete derrotas. Converteu 29 gols e recebeu 36. Seu primer triunfo no futebol professional foi frente a Unión Maestranza por 2:1.
Em 1951, Always obteve o título de sua associação, logo de uma atuação excepcional com 21 pontos, produto de oito vitorias, cinco empates y uma  derrota. Ademais com a maior quantidade de gols convertidos 45 e 23 contra.
Plantel: Elizardo Altamirano, Eduardo Gutiérrez, Arturo Miranda, Orlandi, Saavedra, Villamil, Pino, Gustavo Ríos, Deglane, Orlandi, Quiróz, Jiménez, René Cabrera, Juan Carlos Heredia, Hipólito Montenegro y Juan Pinnola. Era técnico Julio Borelli.
Juan Pinnola foi o goleador do torneio com 21 goles.
O CAR continuou com o mesmo plantel e alguns notáveis reforços como Jorge Bagú, José Calasich, Mario Espinoza, y Velasco.
Em 1952 e 1953, novamente sobre o comando de Julio Borelli, conseguiu o vice-campeonato da AFLP, atras do The Strongest e do Bolívar respectivamente.
Juan Pinnola foi máximo goleador do torneio de 1953 com 15 goles.

#### O Primeiro Rabaixamento (1954)
Em 1954, devido a saída do técnico Julio Borelli e de Mario Carrasco da presidência, Always entrou em uma crise futebolística que o levou ao descenso, no primeiro torneio integrado que se disputou.
Always obteve o último lugar com apenas 10 pontos. Produto de três vitorias, quatro empates e nove derrotas.
Em 1955, o clube disputou a División intermedia (segunda categoria).

#### Ascenso a Primeira (1956)
Em 1956, venceu o campeonato da División intermedia (segunda divisão), E conseguiu o Ascenso de categoria.
O plantel era formado por: Bustamante, Deglane, Corralles, Rodríguez Goytia, Zanabria, Espinoza, Sánchez, Dimeglio, Caparelli, Udaeta y Montenegro.
Em 1957, Always já na Primeira Divisão, e sobre a presidência de René Quiroga Rico, que decidiu o retorno do treinador Julio Borelli, com quem o CAR havia saído campeão em 1951.
Incrivelmente para surpresa de todos nesse ano, o CAR foi novamente campeão depois de seis anos. "Los albirrojos" superaram a Municipal pelo saldo de gols e se consagraram campeões de a AFLP por segunda vez em sua historia. Produto de sete vitorias, cinco empates e duas derrotas.
Plantel: Griseldo Cobo, Eduardo Espinoza, Teófilo Corrales, Arturo Miranda, Francisco Ruiz, Eusebio Domínguez, Víctor Brown, Carlos del Llano, Juan Pinnola, Mario Dimeglio y Hipólito Montenegro, entre otros.
Em 1958, apesar de um desempenho regular, obteve o 7° lugar y alcançou a maior goleada em sua historia ao derrotar 9 a 2 a Club Mariscal Sucre.

#### Vice-campeão Nacional (1959)
Em 1959, o CAR encerrou a década com seu primeiro vice-campeonato em um torneio nacional. Produto de treze vitorias, cinco empates y quatro derrotas, logrando 31 pontos, a cinco do campeão e melhor equipe do momento Jorge Wilstermann.

### Década de sessenta
O melhor da década de sessenta foi o vice-campeonato nacional em 1967 e a participação na Copa Libertadores em 1968.
No campeonato nacional de 1960 foi eliminado na fase de grupos, e terminou em 4° lugar (último).

#### Vice-campeão Nacional (1967)
Em 1967 conseguiu o vice-campeonato paceño que o permitiu jogar o campeonato nacional.
No campeonato nacional, o CAR conseguiu o vice-campeonato nacional depois de oito anos.
porém, o mais importante foi que o vice-campeonato o permitiu classificar-se para a Copa Libertadores de América pela primeira vez em sua historia.

#### Copa Libertadores (1968)
Em 1968, Always participou da Copa Libertadores. Esteve no grupo 2 junto a: Jorge Wilstermann (BOL), Universitario (PER) y Sporting Cristal (PER).
Estreou na competição no dia 24 de janeiro em La Paz ante Universitario, com uma derrota 0-3. Em sua segunda partida voltou a ser derrotado, desta vez ante o Sporting Cristal por 1-4. Em sua terceira partida, perdeu em Cochabamba por 3-0 contra Wilstermann.
Na quarta partida conseguiu empatar em Lima, contra o Sporting Cristal 1-1, com gol de Fernando Durán. Na quinta partido caiu para o  Universitario, no Peru por 6-0 e finalizou sua campanha perdendo em La Paz 0-1 para o Wilstermann.
La Banda Roja obteve um empate e cinco derrotas, despedindo-se do torneio sem nenhuma vitória.

#### Segundo Descenso (1970)
La temporada de 1970 significou para Always o descenso de categoria.
Em 1971, jogou na División intermedia (segunda categoria), esse mesmo ano logrou o Ascenso a División de Honor (primeira categoria).
Em 1972, Always voltou novamente a División de Honor (primeira categoria).

#### Liga Professional (1977)
Em 1977,  Always foi junto a outras 16 equipes, fundador da Liga del Fútbol Profesional Boliviano.
No torneio obteve o 3° lugar na primeira e na segunda fase. Jogou 22 partidos e obteve 23 pontos.
O Plantel Titular, era formado por: Óscar Torrico, José Solórzano, Rogelio Delfín, Ramón Balmaceda, Luis Mariscal, Max Rougcher, Marco Antonio Bracamonte, Rodolfo Cornejo, Carlos Barreiro, Juan Américo Díaz, Carlos Dalmazzone, Rubén Almagro, Jorge Cecatto, José Tormo. O Diretor Técnico era Norberto Fernández.

### Decadência (1981-1991)
Está época se caracterizou pelo descenso permanente que acossava o clube. Uma grave crise afetou o Clube que não conseguiu reerguer-se, e que foi decaindo por razões econômicas e institucional e os dirigentes não conseguiram reverter a situação caótica. Finalmente a equipe acabou rebaixada na temporada 1981.

#### Segunda divisão (1982-1986)
Entre 1982 e 1986, jogou o torneio da Primera A (segunda categoria). Obteve o campeonato paceño no ano de 1986 que o permitiu retornar a liga no ano seguinte.

#### Retorno à liga (1987-1991)
Em 1987, Always retornou à liga depois de seis anos e se manteve até o ano de 1991. Seu melhor ano foi a temporada 1987 em que chegou a fase final do torneio.
Nos torneios de 1988 e 1989 obteve o 8° lugar.

#### Quarto descenso (1991)
Em 1991, por razões já mencionadas descendeu novamente de categoria. Em 17 de novembro jogou sua última partida na liga frente a Flamengo de Sucre, em La Paz com uma derrota 4:2.

### A Crise (1992-2013)
Os piores anos da historia do Always Ready deram-se entre os anos 1992-2013. A crise desportiva foi influenciada por um profunda deterioração no institucional: problemas econômicos, péssimas decisões administrativas, e sucessão de presidentes.
Em 1993, Conseguiu novamente o título da Primera A, porém não pode ascender de divisão.
Em 2002, Always descendeu ao ponto mais baixo de sua trajetória histórica, a Primera B (Quarta Categoria). As razões eram entendíeis, desde seu descenso em 1991 Always foi esquecido e deixado a sua sorte. O clube foi endividando-se e desmoronando-se tanto econômica como institucionalmente, o que ocasionou a perda de protagonismo nos torneios de futebol, que mergulhou o clube no caos económico e na pior época de toda sua historia, levando-os a beira da falência e a um passo de desaparecer.
Os poucos hinchas que ainda tinha, trataram desesperadamente de salvá-lo, o clube firmou um convenio com a escola de futebol de Iván Sabino Castillo, que administrou a parte desportiva e administrativa. O clube se manteve graças ao esforço de Emeterio Díaz e Antonio Carrasco que resolvia os gastos econômicos junto a escola.

#### Ascenso a primeira (2018)
No Ano de 2018 se consagrou campeão do campeonato paceño, título que não conseguia havia 25 anos (1993). Isto o permitiu participar novamente da Copa Simón Bolívar, e depois de superar varias fases chegou a final onde enfrentou o Industrial Avilés.
Na partida de ida, que se disputou em 8 de dezembro, o CAR perdeu em Tarija por (1:0), a volta foi jugada em 15 de dezembro, em La Paz, e Always derrotou o Avilés por 5:0. A partida definitória realizou-se em 18 de dezembro no Estadio Félix Capriles de Cochabamba, com vitória do Always por 3:0.
O plantel foi conformado por: Augusto Andaveris, Alejandro Bejarano, Cristian Chilo, Rubén de la Cuesta, Marc Enoumba, Pedro Galindo, Samuel Galindo, Sergio Adrián, Alexis González, Sergio Justiniano, Carlos Mendoza, Gonzalo Moruco, Marcos Ovejero, Diego Rivero, Kevin Romay, Carlos Suárez, Cristian Urdininea e Arnaldo Vera, como Diretor Técnico David de la Torre.
Desta maneira, Always regressou a máxima categoria do futebol boliviano depois de 28 anos de ausência.

#### Temporada 2019
A partir de 2019, Always retornou a máxima categoria do futebol boliviano. Em 26 de Janeiro, realizou seu debute na liga frente a Wilstermann, com empate em 2:2. Nos torneos apertura e clausura a equipe ocupou o 7.° y 5.° lugar respectivamente, logrando clasificar-se na tabela acumulada para a Copa Sudamericana 2020. 

#### Temporada 2020
Em 2020, Always retornou a um torneio internacional depois de 52 anos. Desta vez participou da Copa Sudamericana, onde enfrentou o Millonarios (COL).
A partida de ida foi jogada em 6 de fevereiro na Colômbia, e Always sofreria uma derrota por 2:0. A partida de volta foi disputada em 20 de fevereiro em La Paz, e o CAR obteve seu primer triunfo em uma competição internacional ao derrotar o Millonarios por 1:0 com gol de Nelson Cabrera. No resultado agregado, acabou eliminado (1:2).
A equipe fez uma grande campanha na División Profesional 2020 sendo a sensação do torneio e conquistando assim seu primer título em uma competição nacional. Consequentemente, conseguiu classificar-se para a Copa Libertadores 2021, retornando a este torneio depois de 53 anos, na qual foi eliminado, finalizando na quarta posição do Grupo B, atrás de Internacional (BRA), Olimpia (PAR) e Deportivo Táchira (VEN) .

## Dados do Clube
- Posição na classificação histórica da Primeira Divisão Boliviana: 19º
- Temporadas na Primeira Divisão:19 (1954, 1958-1960, 1967-1968, 1977-1981, 1987-1991, Apertura 2019-Presente).
- Melhor colocação na Primeira Divisão: 1º (Apertura 2020).
- Maiores goleadas a favor
  - Em torneios nacionais:
    - 8 - 0 contra Blooming (07 de Dezembro de 2020)
    - 6 - 0 contra Real Santa Cruz (09 de Fevereiro de 2020)
    - 6 - 0 contra Guabirá (01 de Maio de 2019)
    - 6 - 0 contra Royal Pari (11 de maio de 2019)
    - 6 - 0 contra Destroyers (17 de Agosto de 2019)
    - 6 - 1 contra Deportivo Municipal de la Paz (27 de Maio de 1979)

  - Em torneios Internacionais:
    - 2 - 0 contra  Internacional (20 de Abril de 2021)
    - 2 - 0 contra  Deportivo Táchira (6 de Maio de 2021)
    - 2 - 0 contra  Corinthians (5 de Abril de 2022)
- Maior goleadas Contra
  - Em torneios nacionais:
    - 0 - 8 contra Destroyers (28 de Maio de 1989).
    - 1 - 7 contra The Strongest (10 de agosto de 1980).
    - 0 - 6 contra The Strongest (5 de Maio de 1979).
    - 1 - 6 contra Bolívar (28 de Setembro de 1980).
    - 1 - 6 contra The Strongest (4 de Outubro de 1981).
    - 2 - 6 contra Independiente Petrolero (28 de Abril de 1991).
    - 2 - 6 contra San José (14 de abril de 2019).
    - 3 - 6 contra Jorge Wilstermann (11 de Fevereiro de 1979).

  - Em torneios internacionais:
    - 2 - 7 contra  Deportivo Táchira (19 de Maio de 2021) (Copa Libertadores de 2021).
    - 0 - 6 contra  Universitario (27 de Fevereiro de 1968) (Copa Libertadores 1968).
- Primeira partida na LFPB: 2 - 2 contra Bolívar (22 de Setembro de 1977).
- Primeira partida em torneios internacionais: 0 - 3 contra  Universitario (24 de enero de 1968) (Copa Libertadores 1968).
- Jogador com mais partidas disputados: Juan Américo Díaz (145 partidas oficiais).
- Jogador com mais gols: Juan Américo Díaz (45 gols em competições oficiais).

## Títulos
- Copa Simón Bolívar: 2018
- Campeonato Boliviano: 1951, 1957, 2020-A

## Histórico em competições oficiais
- Copa Sul-Americana: 2020[2]
- Copa Libertadores da América: 1968 e 2021[3]

## Elenco
Atualizado 19 de fevereiro de 2023.
Legenda
- : Capitão
- : Jogador lesionado